# Alta Armênia

Armênia Maior em 150. Arzanena situa-se dentre as províncias mais a Ocidente

Alta Armênia (em armênio: Բարձր Հայք; romaniz.: Barjr Hayk’) foi uma das quinze províncias do Reino da Armênia segundo Ananias de Siracena. Ocupava a extremidade nordeste do Planalto Armênio e a encosta dos Montes Pônticos, correspondendo aproximadamente as regiões de Erzinjane e Erzurum, agora na Turquia oriental.

## Distritos
A província era dividida em onze gavares (cantões ou distritos):
- Daranália (Դարանաղի, Daranałi);
- Ailuana (Աղիվն, Ałiwn);
- Mezur (Մզուր, Mzur);
- Acilisena (Եղեղյաց, Ekełeac’);
- Mananália (Մանանաղի, Mananałi);
- Derzena (Դերջան, Derǰan);
- Sispiritis (Սպեր, Sper);
- Salagúmia (Շաղագոմ, Šałagom);
- Carenitis (Կարին, Karin).